# Barefoot in Athens
Barefoot in Athens är en amerikansk TV-film från 1966 i regi av George Schaefer. Filmen är baserad på Maxwell Andersons
pjäs med samma namn från 1951. I huvudrollerna ses Peter Ustinov, Geraldine Page, Anthony Quayle, Lloyd Bochner och Christopher Walken i hans filmdebut. Ustinov vann en Emmy för sin rollinsats. Filmen handlar om rättegången mot Sokrates och hans sista dagar.

## Rollista i urval
- Peter Ustinov - Sokrates
- Geraldine Page - Xantippa
- Anthony Quayle - Kung Pausanias av Sparta
- Lloyd Bochner - Kritias
- Christopher Walken - Lamprocles
- Eric Berry - Meletos
- Frank Griso - Lysis